# (464145) 2014 XF19
(464145) 2014 XF19 es un asteroide perteneciente al cinturón de asteroides, descubierto el 4 de marzo de 2008 por el equipo Spacewatch desde el Observatorio Nacional de Kitt Peak (Arizona, Estados Unidos).